# Loch Leitir Easaidh
Loch Leitir Easaidh är en sjö i Storbritannien.   Den ligger i kommunen Highland och riksdelen Skottland, i den norra delen av landet, 800 km norr om huvudstaden London. Loch Leitir Easaidh ligger 430 meter över havet.Trakten runt Loch Leitir Easaidh består i huvudsak av gräsmarker.